# Günther von Berg
Günther Heinrich Freiherr von Berg ( 27 november 1765 in Schwaigern in de omgeving van Heilbronn - 9 september 1843 in Oldenburg) was politicus en jurist. V. Berg was een "geheimrat" en adviseur van de groothertog van Oldenburg. Hij had zitting in het Oldenburgse kabinet.

## Familie
Het geslacht der v. Berg stamt af van Veit vom Berg (gelatiniseerd tot Vitus de Monte,1541-1610), pastoor van Rüdisbronn bij Bad Windsheim) in Mittelfranken.
Op 28 juni 1820 benoemde de koning van Pruisen Günther von Berg tot commandeur in de Orde van de Rode Adelaar.
Zijn verheffing tot Baron in de Oostenrijkse adelstand dankte Günther Heinrich v. Berg aan de keizer van Oostenrijk die hem op 19 juni 1838 tot commandeur in de Orde van Sint-Stefan benoemde. In die tijd bracht het bezit van een Oostenrijkse ridderorde automatisch adeldom en de verdienstelijke jurist werd tot "Freiherr" oftewel baron gemaakt. Het adelsdiploma was op de 29e augustus 1838 gedateerd. Op 7 december van dat jaar erkende zijn Oldenburgse soeverein de titel van baron.

## Leven en loopbaan
Günther von Berg studeerde tussen 1783 en 1786 rechten in Tübingen, leerde het vak bij de kanselarijen van de Keizerlijke Gerechtshoven in Wetzlar en Wenen en werd in 1793 hoogleraar in Göttingen. In de ambtenarij van het Koninkrijk Hannover was hij enige tijd "Hof- und Kanzleirat" en "Ministerialkonsulent". 
In 1811 werd hij regeringspresident van het kleine vorstendom Schaumburg-Lippe. Na op de Wener Congres diplomatiek actief te zijn geweest trad hij in 1815 als "Oberappellationsgerichtspräsident", dat wil zeggen voorzitter van het Hof van Beroep, in Oldenburgse dienst. Tot 1821 werkte hij ook als gezant bij de Duitse Bondsdag in Frankfurt. 
Vanaf 1823 voerde hij de titels Geheimrat en Mitglied des Staats- und Kabinettsministeriums. Na 1842 werd hij Staats- und Kabinettsminister. Zijn zoon Karl Heinrich Edmund Freiherr von Berg (1800-1874) maakte zich zeer verdienstelijk voor de bosbouw.

## Publicaties
- Handbuch des deutschen Polizeirechts, Hannover 1799-1809, 7 delen
- Juristische Beobachtungen und Rechtsfälle, Hannover 1802-1809, 4 delen
- Abhandlungen zur Erläuterung der Rheinischen Bundesakte, Hannover 1808, Eerste deel